# Landas de Etten
Las Landas de Etten, también conocidas como los Valles de Etten, son un lugar ficticio que pertenece al legendarium creado por el escritor británico J. R. R. Tolkien y que aparece en su novela El Señor de los Anillos. Es un páramo frío, escabroso y de difícil acceso, situado en Eriador, en la Tierra Media, y más concretamente en el antiguo reino de Rhudaur, al norte de Rivendel. En las Landas de Etten nace el río Mitheithel o Fontegrís. 
Durante la Tercera Edad del Sol formaba la frontera sur del reino de Angmar y estaba habitado por trolls. En la Guerra del Anillo, Aragorn se planteó llevar a los hobbits Frodo Bolsón, Sam Gamyi, Merry Brandigamo y Pippin Tuk hasta Rivendel por las Landas de Etten, pero finalmente tomaron otro camino debido a que conocía poco esas agrestes tierras. Por el contrario, el mago Gandalf sí las atravesó para llegar hasta Rivendel.